# Edgard Werneck
Edgard Werneck Furquim de Almeida (Rio de Janeiro, 24 de novembro de 1888 — Recife, 28 de junho de 1925) foi um engenheiro que atuou em ferrovias e foi morto por projétil de arma de fogo por cumprimento do dever.

## Início de vida
Edgar Werneck nasceu na cidade do Rio de Janeiro, vivendo toda sua juventude no bairro de Jacarepaguá.
Formado em Engenharia, iniciou sua profissão como empregado da Estrada de Ferro Central do Brasil.

## Atuações
Planejou e executou a construção da ferrovia Mossoró-Paraopeba, onde chegou a ocupar o cargo de Chefe de Tráfego.
Reconhecido por sua profissão, era cedido pela empresa onde trabalhava e prestava serviços em outras ferrovias no Brasil, quando solicitado.

## No Recife
Requisitado para trabalhar na Great Western, em Pernambuco, como engenheiro chefe de tráfego no Recife, em virtude de suspeitas de gestões fraudulentas, em pouco tempo de casa, descobriu e solucionou problemas de desvio de dinheiro, envolvendo comerciantes locais e funcionários da empresa.
Continuou sua atividade na Great Western, no Recife, após resolução do problema existente.

## Morte
No dia 8 de junho de 1925, ao chegar ao seu local de trabalho, foi atingido por um projétil de arma de fogo, disparado por um ex-empregado que havia sido demitido sob acusação de envolvimento nas irregularidades.
Foi imediatamente socorrido e transportado para o Hospital Centenário, onde foi submetido a cirurgia, mas, após 20 dias, no dia 28 de junho, faleceu em decorrência da agressão.
Antes de morrer, externou o desejo de ser sepultado no Cemitério de Pechincha, e o seu corpo foi trasladado até o Rio de Janeiro, em cumprimento ao seu desejo, tendo sido sepultado no cemitério citado.

## Homenagens
Um mês após sua morte, em 28 de julho, a estação ferroviária de Areias, onde ficava o escritório em que ele trabalhava, teve seu nome alterado para Estação Edgard Werneck.
O bairro de Jacarepaguá, onde o engenheiro passou sua infância e juventude, deu o nome de "Rua Edgard Werneck" a uma de suas ruas mais movimentadas.
Também em Jacarepaguá, foi criada a "Escola Municipal Edgard Werneck".
O Recife também nomeou uma de suas ruas, a "Rua Engenheiro Edgar Werneck".